# Sant'Agata in Trastevere
Sant'Agata in Trastevere (em português Igreja de Santa Águeda em Trastevere) é uma igreja de Roma, Itália, localizada no rione Trastevere, no largo san Giovanni de Matha. É dedicada a Santa Águeda e uma igreja subsidiária da paróquia de San Crisogono.

## História e arte
A tradição, baseada no Liber Pontificalis, afirma que esta igreja teria sido fundada na casa do papa Gregório II (r. 715–731), que a transformou numa igreja doméstica com um mosteiro vizinho quando sua mãe morreu. A primeira informação histórica sobre ela aparece somente numa bula do papa Calisto II de 1121.
Em 1575, o papa Gregório XIII cedeu a igreja para a "Arquiconfraria da Doutrina Cristã" (em italiano:  Arciconfraternita della Dottrina Cristiana), fundada em 1560 por Marco de Sadis Cusani, e, por causa do nome da igreja, os seus membros passaram ser conhecidos como "agatistas" (agatisti). Em 1725, eles se juntaram à "Congregação dos Doutrinários" (Dotrinari), de César de Bus..
Entre 1710-1, durante o pontificado do papa Bento XIV, a igreja foi completamente reconstruída por Giacomo Onorato Recalcati e concedida ao "Oratório de Nossa Senhora do Carmo" (Oratorio della Madonna del Carmine), que levou para lá, no século XX, a estátua de madeira pintada de "Nossa Senhora do Carmo" conhecida popularmente como "Madonna de Noantri", a padroeira do Trastevere, uma das Madonna Fiumarola.
A fachada da igreja tem um estilo barroco tardio e é obra de Recalcati. O interior apresenta uma nave única, com três capelas de cada lado e uma abóbada de berço. Estão conservados ali, nos três altares, obras de Girolamo Troppa e Biagio Puccini. Ao lado da igreja estão ruínas dos edifícios do século V e do medieval.
Em 1908, a igreja foi entregue à "Confraria do Oratório do Santíssimo Sacramento e da Madonna de' Noantri" e é em Sant'Agata que começa e termina a mais tradicional festa do Trastevere, a "Festa de' Noantri".

## Galeria

Imagens da igreja
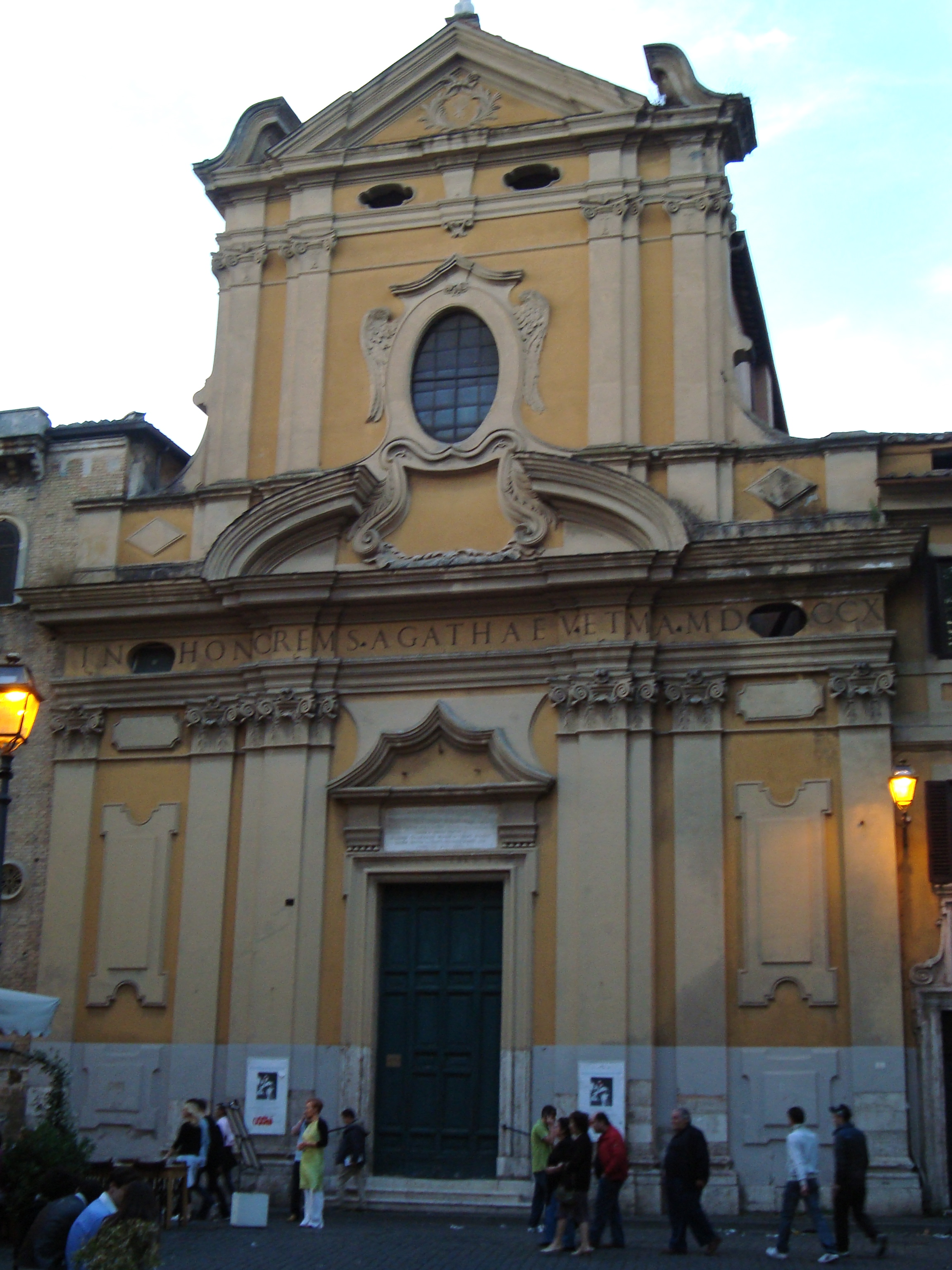
Outra vista da fachada.
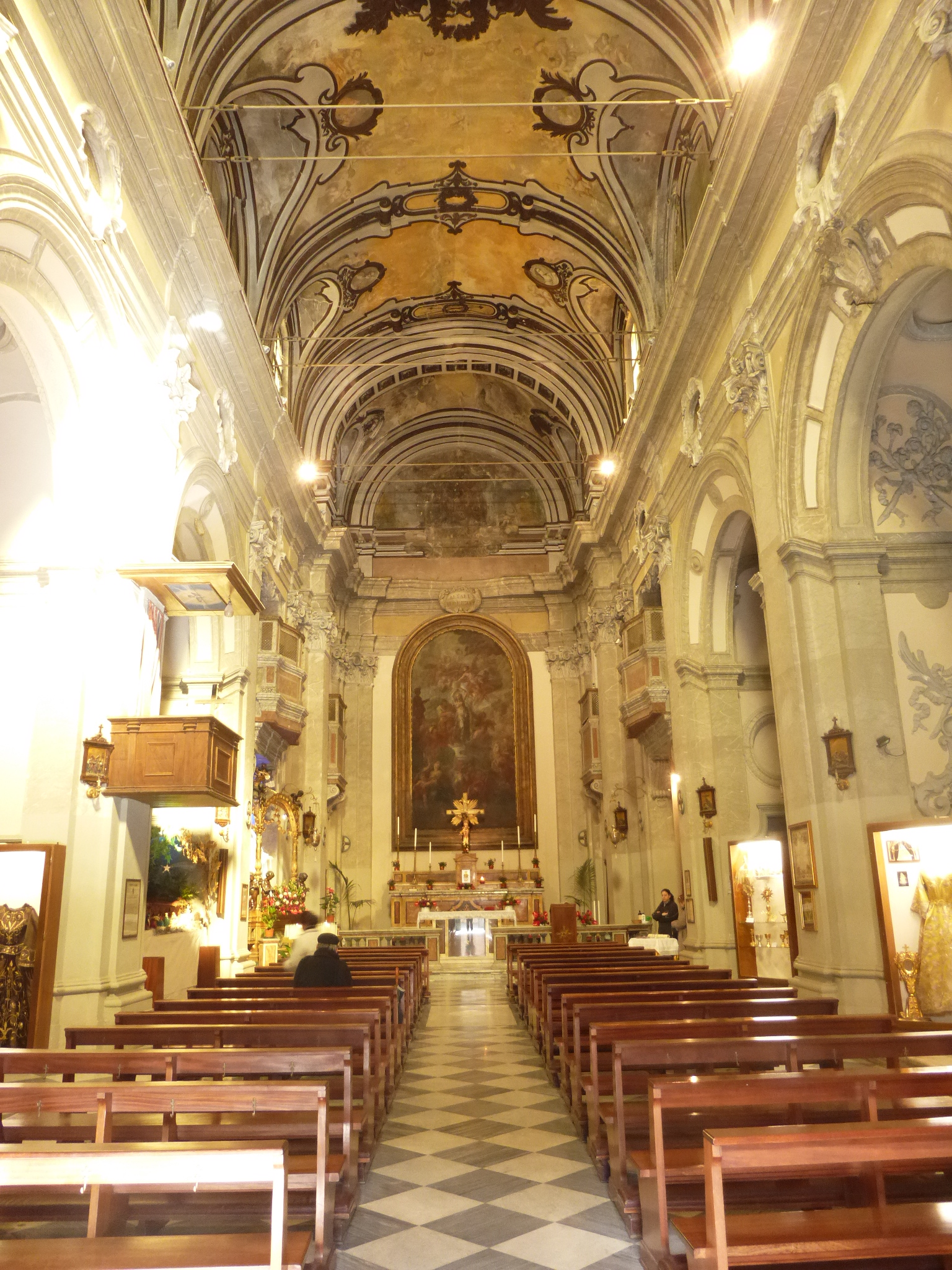
Interior na direção do altar-mor.
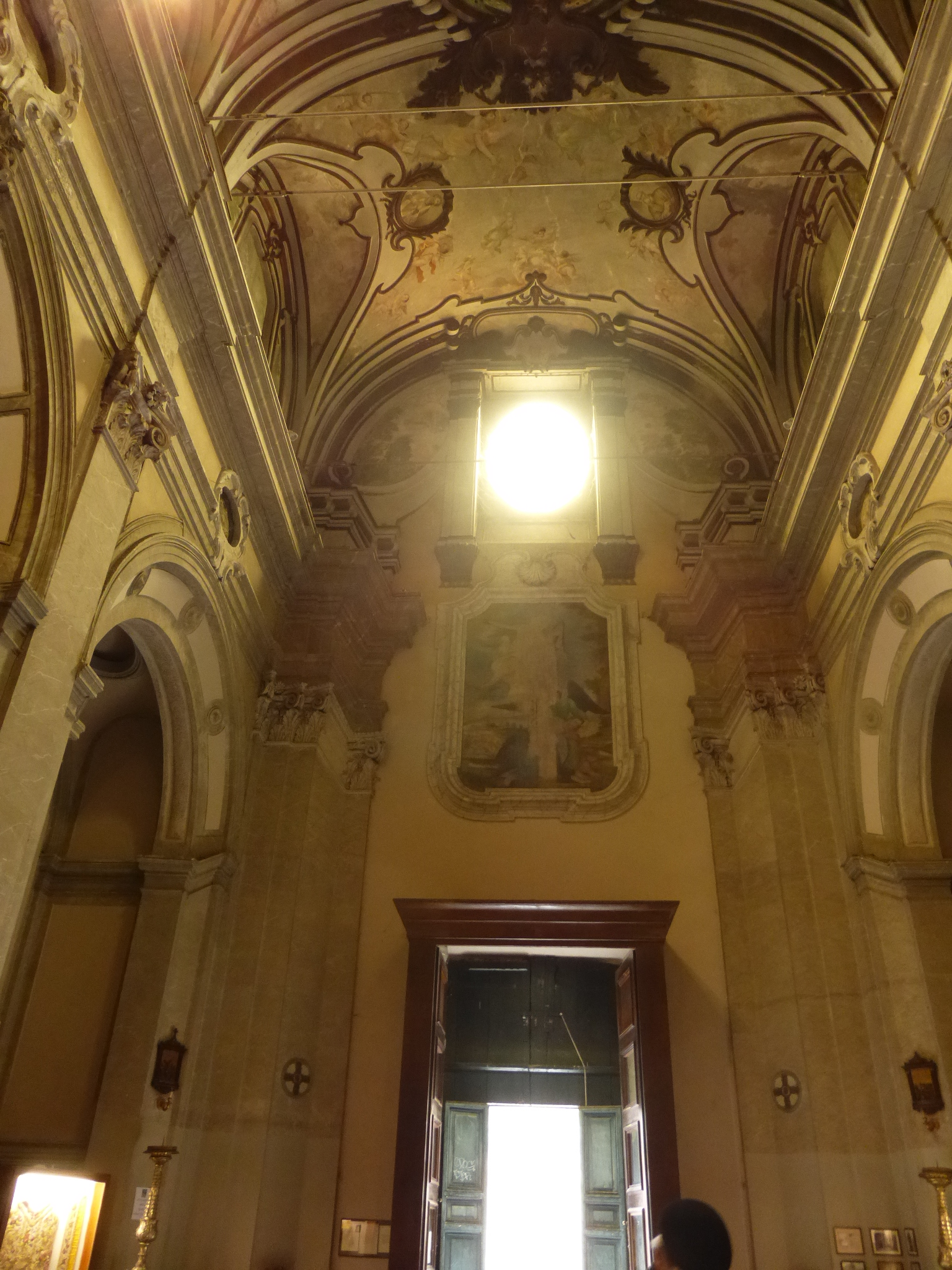
Contra-fachada.
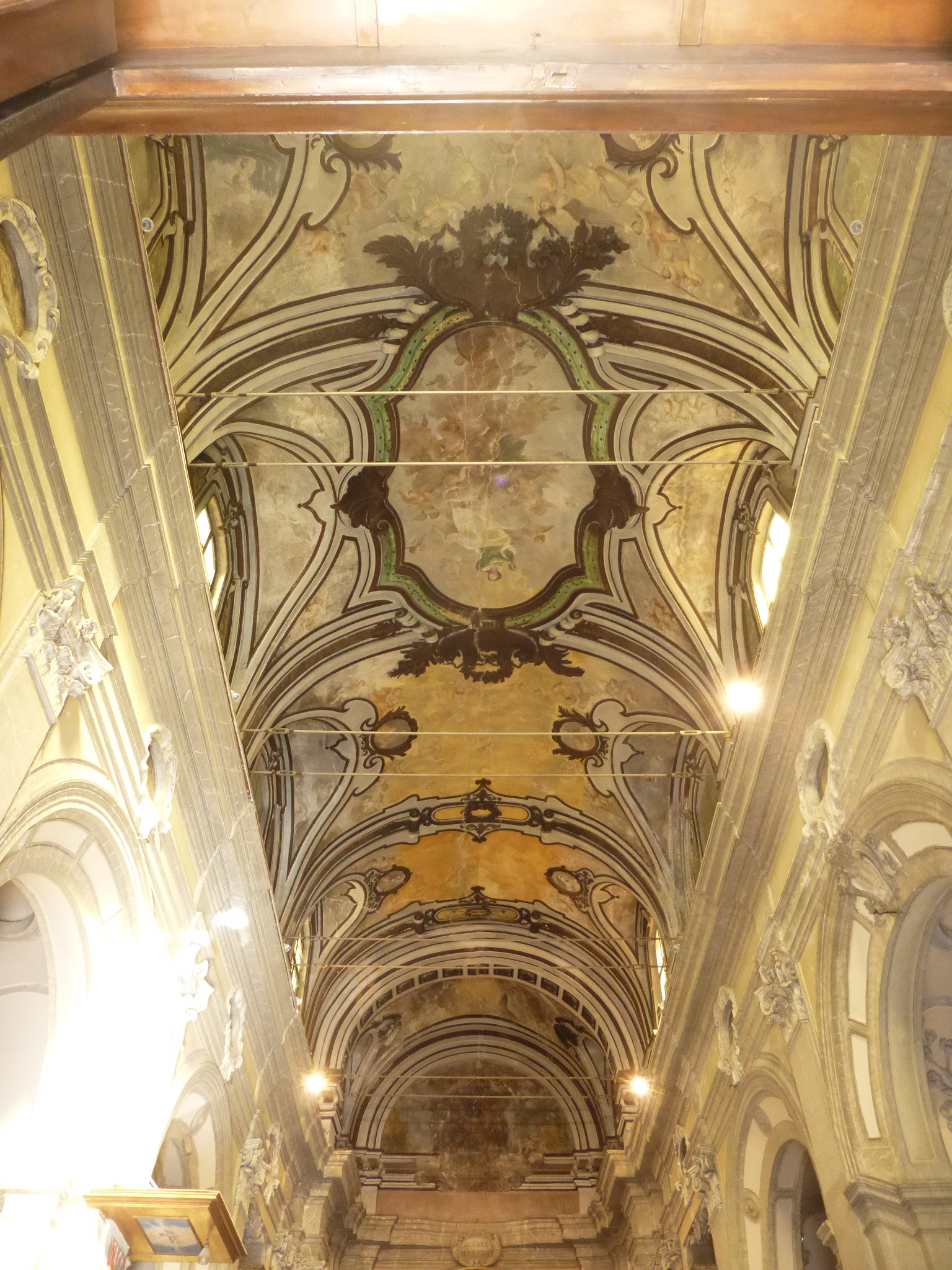
A abóbada de berço do teto.
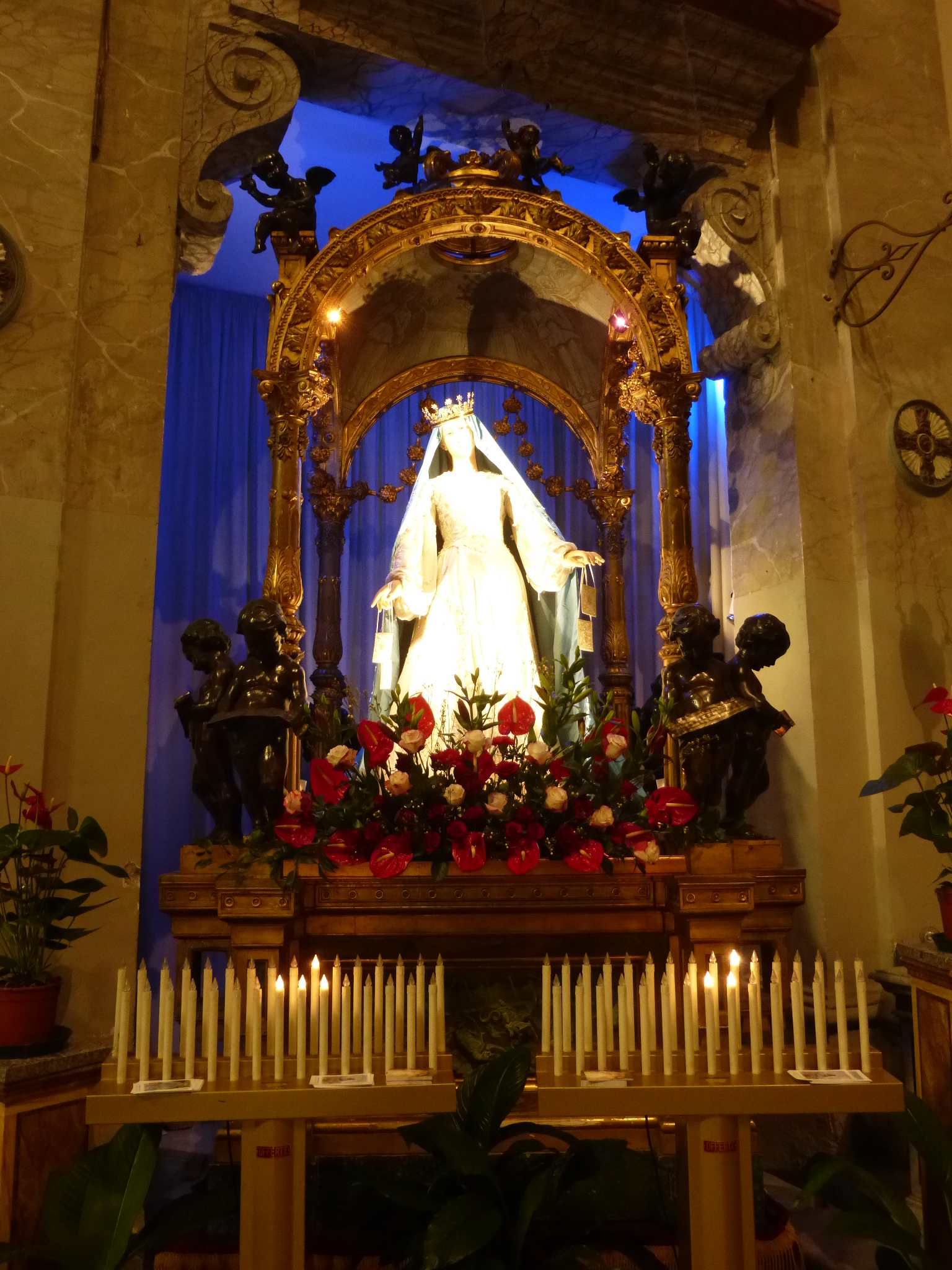
Madonna Fiumarola em seu andor.
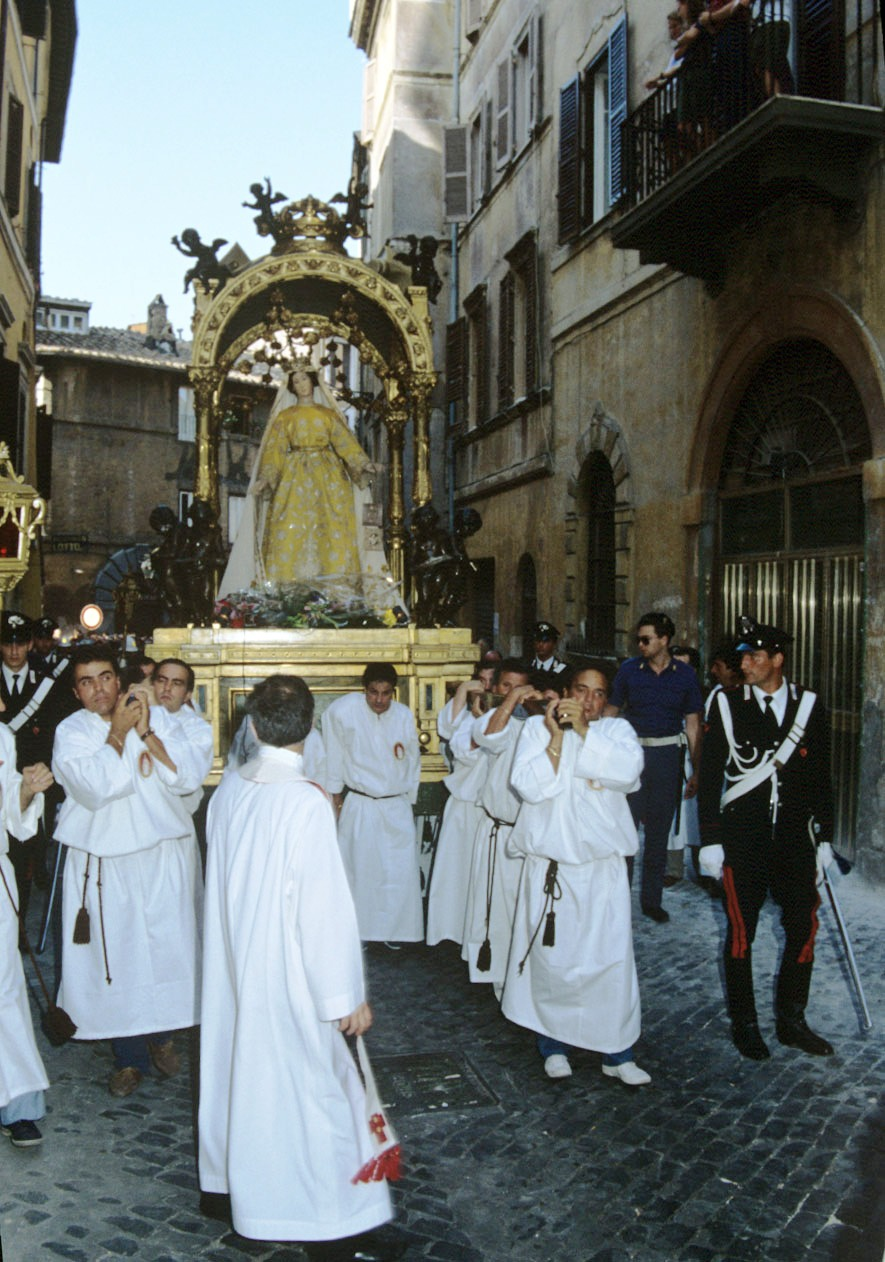
Festa de' Noantri, na qual a Madonna Fiumarola é levada em procissão pelas ruas do Trastevere.